# Borgunda kyrka
Borgunda kyrka är en kyrkobyggnad i Dala-Borgunda-Högstena församling (före 2010 Borgunda församling) i Skara stift. Den ligger i Borgunda i Falköpings kommun. 

## Kyrkobyggnaden
Den ursprungliga kyrkan bestod av långhus och kor med absid. Byggnaden var dekorerad med figurhuggna sandstensblock. En bevarad relief dateras till 1100-talet.
Den nuvarande kyrkan uppfördes 1766-1767 efter det att den gamla kyrkan blivit förstörd av ett blixtnedslag år 1765. Delar av den gamla kyrkan användes som byggnadsmaterial. Utseendet idag är präglat av den om- och tillbyggnad som företogs 1888-1890 (grundarbeten 1888, murning 1889, inredning 1890) då korsarmar, 5,9 meter långa, absid och tornet, 53,5 meter högt, med gotländskt inspirerad tornspira tillkom. Arbetena utfördes av byggmästare Johan Alfred Westling i Stenstorp. Längden på byggnaden med tornet är 50,3 meter, bredden 14,5 meter. Den ombyggda kyrkan blev invigd söndagen 26 juli 1891 av prosten Lars Gottfrid Holmblad (1827-1901) i Dala assisterad av nio prästmän. År 1937 avdelades korsarmen i sakristian.

## Inventarier
- Altartavlan Jesus på korset av Perugino är utförd av Eva Bagge.
- Predikstol i barock.
- Den romanska dopfunten, som räddades undan branden, är från tidig medeltid.
- Ciborium från 1200-talet.
- En ljuskrona från 1600-talet.
- Timglas och krucifix från 1700-talet.

### Klockor
Lillklockan är av en äldre medeltida typ, fast olik de vanliga romanska klockorna från 1200-talet. Den saknar inskrifter.

## Orgel
- En orgel med 6 stämmor blev påbörjad av orgelbyggare Johan Anders Johansson (september 1852- mars 1891) från Mösseberg och efter dennes död färdiggjord av Johannes Magnusson i Göteborg. Den kostade 2 000 kr. i dåvarande värdevaluta. Den blev invigd i samband med den ombyggda kyrkan 26 juli 1891.[5]
- På västra läktaren finns nuvarande orgel tillverkad 1977 av Smedmans Orgelbyggeri med femton stämmor fördelade på två manualer och pedal. Fasaden, som inte är ljudande, härstammare från kyrkans första orgel som tillkom 1890.[6]

| Huvudverk (I) (C-g3) | Svällverk (II) (C-g3) | Pedal (C-f1)  | Koppel |
| -------------------- | --------------------- | ------------- | ------ |
| Rörflöjt 8'          | Gedackt 8'            | Subbas 16'    | I/II   |
| Principal 4'         | Fugara 8'             | Gedackt 8'    | I/P    |
| Ged-flöjt 4'         | Blockflöjt 4'         | Qvintadena 4' | II/P   |
| Kvinta 2 2/3'        | Principal 2'          |               |        |
| Gemshorn 2'          | Qvinta 1 1/3'         |               |        |
| Ters 1 3/5'          | Tremulant             |               |        |
| Mixtur 3 chor        | Crescendosvällare     |               |        |
| Tremulant            |                       |               |        |

- I kyrkan finns även ett litet harmonium från 1800-talet som fortfarande är spelbart.[6]

## Bilder

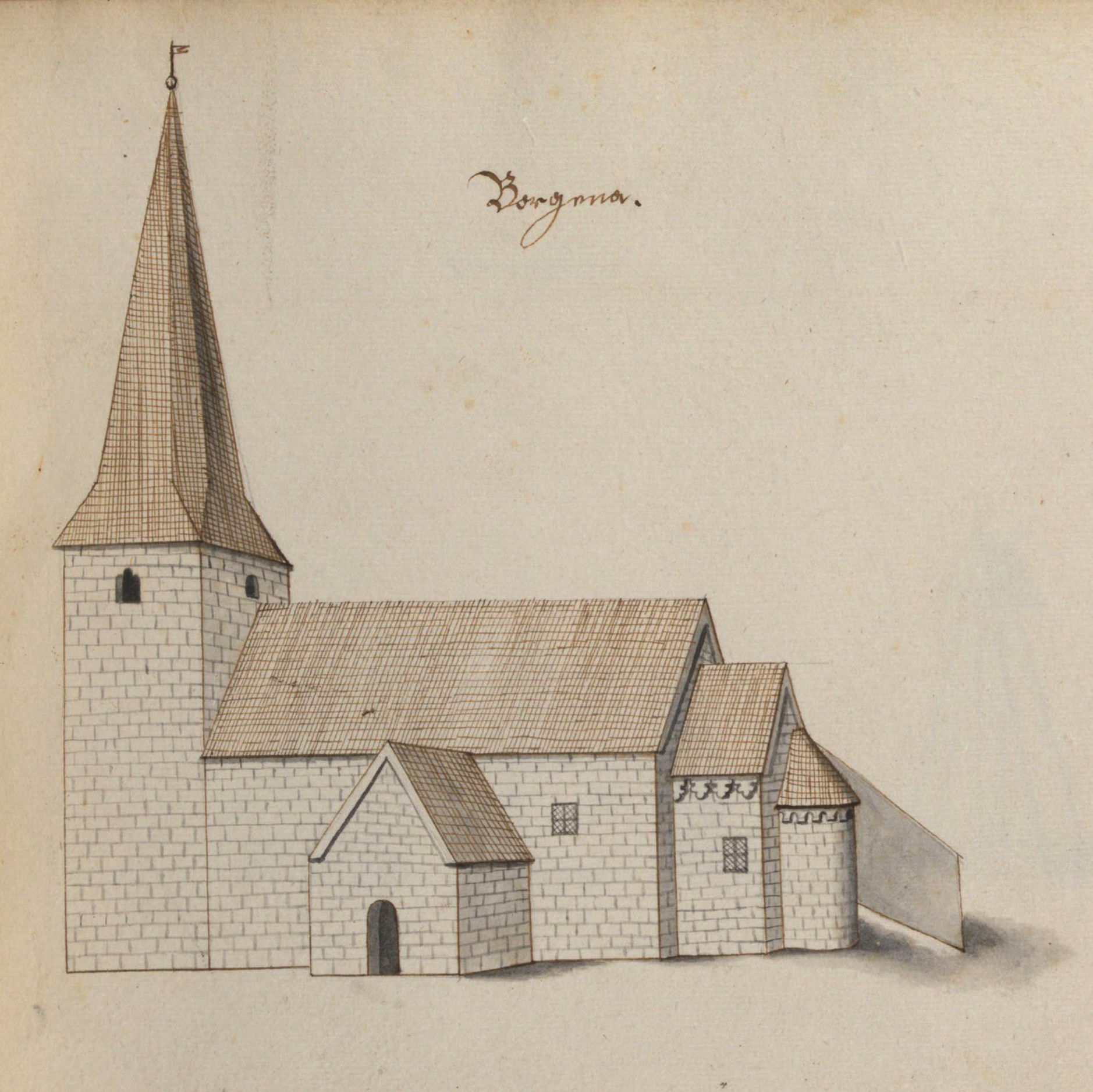
Kyrkan på teckning omkring 1670.
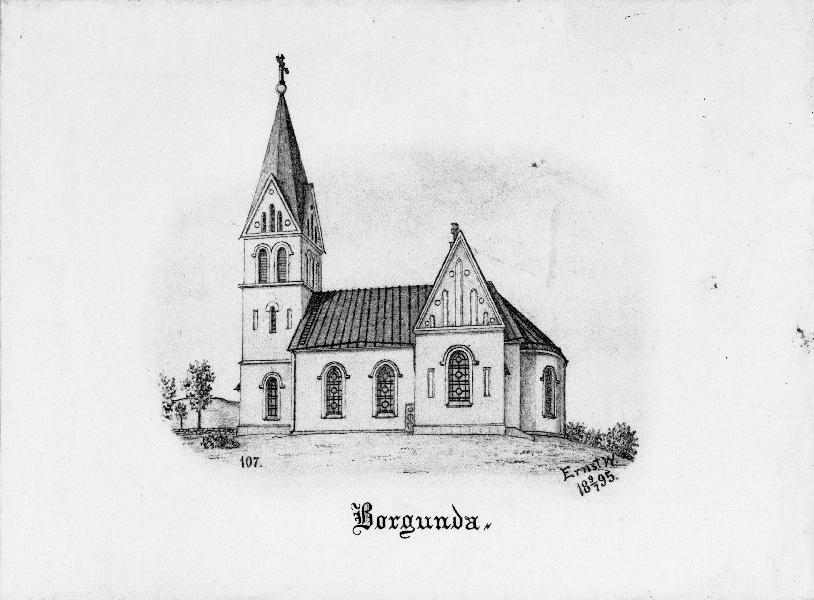
Kyrkan på teckning från 1895.
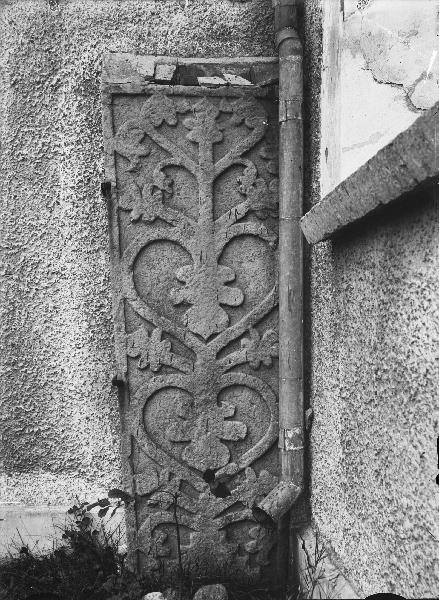
Liljesten.
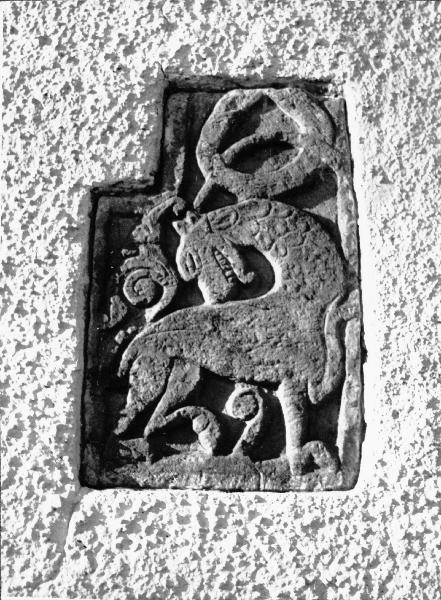
Sandstensrelief, inmurad i södra korsarmens sydvägg.